# والتر إس. باول
والتر إس. باول (بالإنجليزية: Walter S. Powell)‏ هو مسير أعمال وحكم أمريكي، ولد في 16 أغسطس 1879 في Greenbackville, Virginia ‏ في الولايات المتحدة، وتوفي في 15 فبراير 1961 في إقليم بروكسل العاصمة في بلجيكا.